# Jako nepoddajný plevel
Jako nepoddajný plevel (v anglickém originále Ironweed) je americký dramatický film z roku 1987. Režisérem filmu je Héctor Babenco. Hlavní role ve filmu ztvárnili Jack Nicholson, Meryl Streep, Carroll Baker, Michael O’Keefe a Diane Venora.

## Ocenění
Jack Nicholson byl za svou roli v tomto filmu nominován na Oscara a Zlatý glóbus. Meryl Streep byla za svou roli v tomto filmu nominována na Oscara.

## Obsazení
| Jack Nicholson   | Francis Phelan    |
| Meryl Streep     | Helen Archer      |
| Carroll Baker    | Annie Phelan      |
| Michael O’Keefe  | Billy Phelan      |
| Diane Venora     | Margaret Phelan   |
| Fred Gwynne      | Oscar Reo         |
| Margaret Whitton | Katrina Dougherty |
| Tom Waits        | Rudy              |
| Ted Levine       | Pete              |